# Bergheim, Haut-Rhin
För andra betydelser, se Bergheim.
Bergheim är en kommun i departementet Haut-Rhin i regionen Grand Est (tidigare regionen Alsace) i nordöstra Frankrike. Kommunen ligger i kantonen Ribeauvillé som tillhör arrondissementet Ribeauvillé. År 2022 hade Bergheim 2 061 invånare.

## Befolkningsutveckling
Antalet invånare i kommunen Bergheim
| Referens: INSEE |